# 本田博
本田 博（ほんだ ひろし、1971年10月18日 - ）は、日本の元競輪選手、元自転車競技選手。日本競輪学校（当時。以下、競輪学校）第67期生。現役時代は日本競輪選手会鹿児島支部所属（登録地は宮崎県）、練習拠点は宮崎県自転車競技場。
師匠は財部功造（54期）。兄の本田謙一も元競輪選手（60期）。

## 来歴
高校3年生であった1989年（平成元年）に、函館競輪場で開催された第44回国民体育大会に出場して、1kmタイムトライアル（少年男子）で3位に入賞した。優勝はのちに競輪選手として同期となる金古将人。
競輪学校を67期生として卒業後、1991年4月14日に別府競輪場でデビュー。翌日に初勝利。デビュー開催の成績は7着、1着、6着。同期は金古将人、高谷雅彦、三谷幸宏など。
1995年にはイギリス・マンチェスターで開催されたUCIトラックサイクリング・ワールドカップ、1996年には世界選手権自転車競技大会トラックレース1996に出場するなど、自転車競技選手としても活動した。また、同年末のグランプリシリーズ2日目（12月29日）に行われた「ヤンググランプリ」出場選手として選抜された。
デビューから2000年代中旬頃までは、常時特別競輪に出走していた。特別競輪での優勝歴はないが、井上茂徳を従えて松本整、俵信之、高谷雅彦、竹内久人らを相手に逃げ切った1996年の開設46周年記念前節（向日町）など、G3級を3勝している。
晩年は2019年下期よりA級3班に降格となったあと、競走成績不振により代謝制度の対象となり引退が確定、2022年12月25日の久留米FII最終日1R・チャレンジ一般戦6着がラストレースとなった。
2023年1月27日、選手登録消除。現役時代の通算戦績は、2794戦373勝（優勝22回）。